# الستتان
شهر الستتان در رنتل (ولکره) در کانتون سنت گالن در کشور سوئیس واقع شده‌است که ۱۰٬۴۰۰ نفر جمعیت دارد.